# سادووو (استان بورگاس)
سادووو (به بلغاری: Sadovo) یک منطقهٔ مسکونی در بلغارستان است که در استان بورگاس واقع شده‌است.